# Rönnängs pastorat
Rönnängs pastorat var ett pastorat som utgjordes av Rönnängs församling och Klädesholmens församling i Tjörns kommun i Bohuslän. 
Rönnängs pastorat sammanlades den 1 januari 2010 med Stenkyrka pastorat. Därigenom bildades Tjörns pastorat. Samtidigt uppgick Klädesholmens församling i Rönnäng. Pastoratet tillhörde Stenungsunds kontrakt (före 1 april 2007 Orusts och Tjörns kontrakt) i Göteborgs stift.

## Galleri

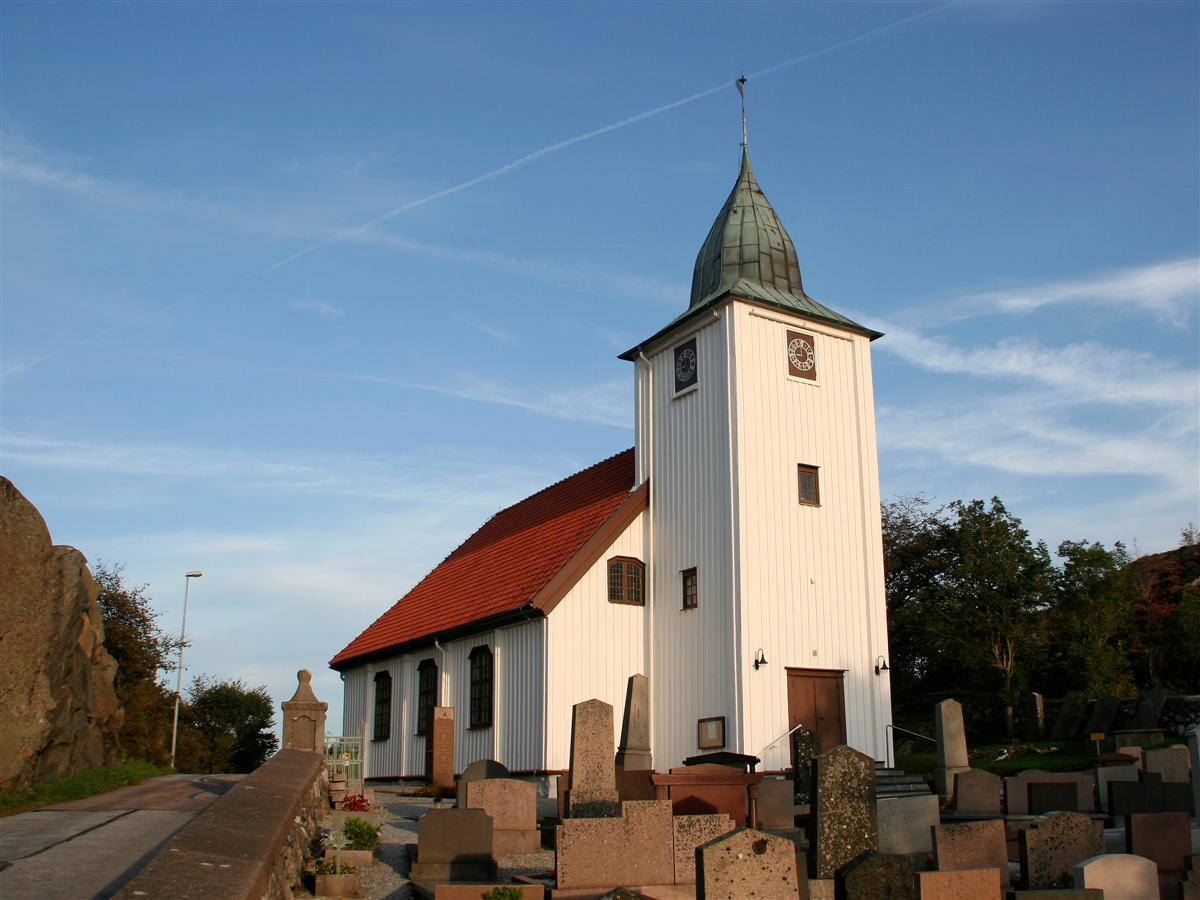
Rönnängs kyrka
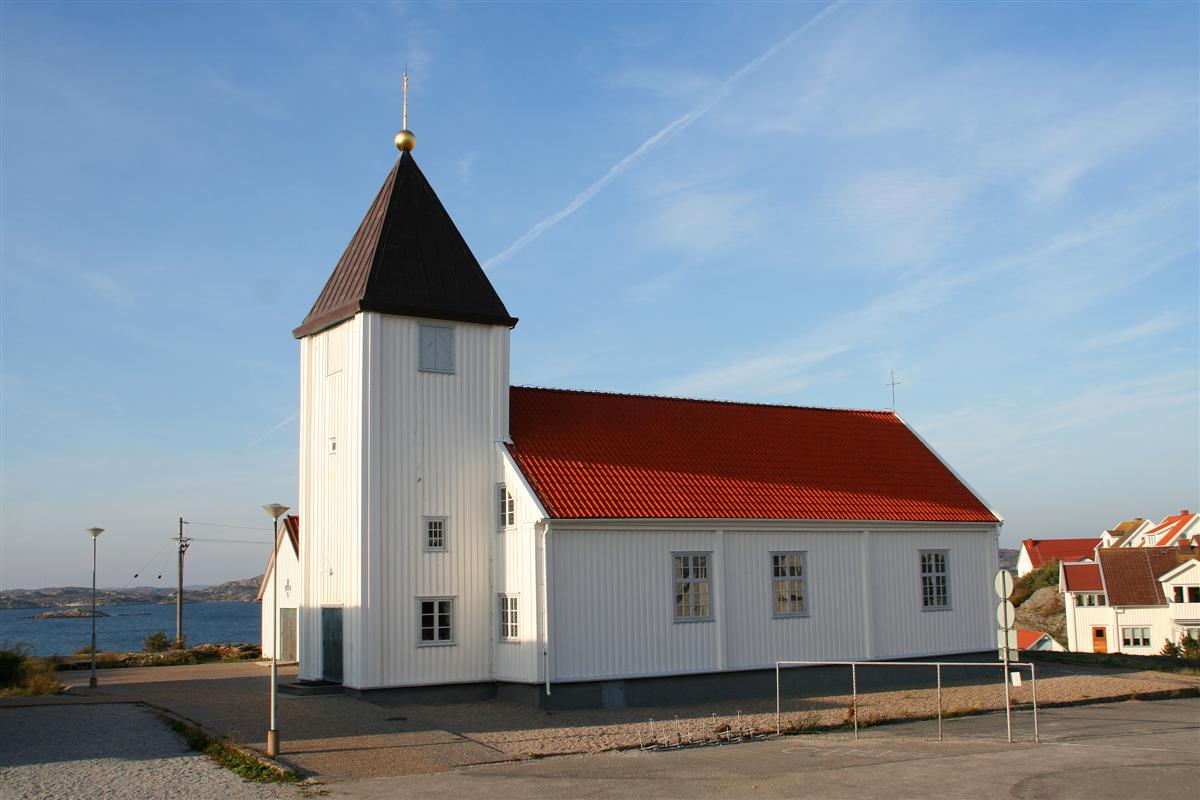
Klädesholmens kyrka